# Cyclopinidae
Famille
Les Cyclopinidae sont une famille de crustacés copépodes de l'ordre des Cyclopoida.

## Liste des genres
Afrocyclopina - Allocyclopina - Arenocyclopina - Cryptocyclopina - Cryptocyclops - Cuipora - Cyanomma - Cyclopidina - Cyclopina - Cyclopinodes - Cyclopinopsis - Cyclopinotus - Cycloporella - Cyclopuella - Glareolina - Hemicyclopina - Heptnerina - Herbstina - Heterocyclopina - Indocyclopina - Lophophorus - Metacyclopina - Mexiclopina - Microcyclopina - Monchenkiella - Neocyclopina - Parapseudocyclopinodes - Procyclopina - Psammocyclopina - Pseudocyclopina - Pseudocyclopinodes - Troglocyclopina